# Калікут (аеропорт)
Міжнародний аеропорт Калікут (IATA: CCJ, ICAO: VOCL) (також відомий як аеропорт Каріпур або аеропорт Кожикоде) — міжнародний аеропорт, що розташовується у Каріпурі, в окрузі Малаппурам штату Керала (Індія). Він обслуговує Малабарський регіон Кожикоде, Малаппурам, Ваянад і Палгхат. Він розташований за 28 кілометрів від міста Кожикоде та за 25 кілометрів від міста Малаппурам. Аеропорт обслуговує два з семи столичних районів штату — столичний район Кожикоде і столичний район Малаппурам. Відкрився 13 квітня 1988 року. Аеропорт слугує операційною базою для Air India Express і здійснює паломницькі послуги хаджу до Медини та Джидди з Керали. Це двадцять п'ятий за завантаженістю аеропорт Індії з точки зору загального пасажиропотоку, а також п'ятий за завантаженістю аеропорт в Індії після Делі, Мумбаї, Кочін та Ченнаї з точки зору міжнародного перевезення. Статус міжнародного аеропорту отримав 2 лютого 2006 року. Це один з небагатьох аеропортів країни з настільною ЗПС.

## Історія
Аеропорт був відкритий 13 квітня 1988 року.
У 1977 році аеропорт був закритий через тривалі періоди боротьби під керівництвом покійного борця за свободу К. П. Кесави Менона. У 1990-х роках компанія Gulf Malayalis відіграла важливу роль у розвитку аеропорту — вони збирали кошти на ці цілі, коли уряд Союзу стверджував, що їх не має. Це призвело до заснування Товариства розвитку міжнародного аеропорту Малабар, яке допомогло зібрати кошти на розвиток аеропорту. Отже, великі розробки об'єктів, такі як подовження злітно-посадкової смуги з 6000 футів до 9000 футів для полегшення експлуатації великих літаків, були здійснені коштом кредитів від Корпорації житлового та міського розвитку (HUDCO).[джерело?]